# 2. ŽNL Vukovarsko-srijemska NS Županja 2010./11.
Prvenstvo se igralo dvokružno, a ligu (i plasman u 1. ŽNL) je osvojila NK Budućnost Šiškovci. Pošto je 2. ŽNL najniži rang natjecanja za Nogometno Središte Županja, i lige nitko ne ispada.

## Tablica
| Mj. | Klub                         | Sus. | Pobj. | Nerj. | Por. | GR.   | Bod.      |
| --- | ---------------------------- | ---- | ----- | ----- | ---- | ----- | --------- |
| 1.  | NK Slavonija Soljani         | 16   | 13    | 1     | 2    | 49:20 | 40 ↓note1 |
| 2.  | NK Budućnost Šiškovci        | 16   | 13    | 1     | 2    | 61:17 | 40 ↓note1 |
| 3.  | NK Šokadija Babina Greda     | 16   | 12    | 0     | 4    | 42:20 | 36        |
| 4.  | NK RAŠK Rajevo Selo          | 16   | 8     | 1     | 7    | 26:33 | 25        |
| 5.  | NK Posavac Posavski Podgajci | 16   | 6     | 2     | 8    | 24:33 | 20        |
| 6.  | NK Županja 77                | 16   | 5     | 2     | 9    | 22:25 | 17        |
| 7.  | NK Srijemac Strošinci        | 16   | 4     | 1     | 11   | 15:33 | 13        |
| 8.  | NK Sloga Štitar              | 16   | 3     | 3     | 10   | 18:40 | 12        |
| 9.  | NK Sloga Račinovci           | 16   | 2     | 1     | 13   | 13:49 | 7         |

↑note1 Zbog istog broja bodova, plasman u viši rang je odlučen dvomečom između NK Slavonija Soljani i NK Budućnost Šiškovci (rezultati 4:1 2:2), te se u 1. ŽNL plasirala NK Slavonija Soljani.